# Абденассер Ель-Хаяті
Абденассер Ель-Хаяті (нід. Abdenasser El Khayati, нар. 7 лютого 1989, Роттердам) — нідерландський футболіст, півзахисник клубу «АДО Ден Гаг».

## Ігрова кар'єра
Народився 7 лютого 1989 року в місті Роттердам. Вихованець юнацьких команд футбольних клубів «Ексельсіор» (Роттердам), ПСВ та «Леонідас».
У дорослому футболі дебютував 2008 року виступами за команду клубу «Ден Босх», в якій провів два сезони, взявши участь у 10 матчах чемпіонату. 
З 2010 по 2014 він змінив послідовно наступні клуби «НАК Бреда», «Олімпіакос» та «Тюрнгаут» в основних складах яких він так і не хіграв жодного матчу. 
З 2014 по 2017 захищав кольори «Козаккен Бойз», «Бертон Альбіон» та «КПР».
До складу клубу «АДО Ден Гаг» приєднався 2017 року спочватку на правах оренди, а згодом уклав і повноцінний контракт. Станом на 23 травня 2019 року відіграв за команду з Гааги 61 матч у національному чемпіонаті.

## Статистика виступів

### Статистика клубних виступів
| Сезон             | Команда           | Чемпіонат         | Чемпіонат | Чемпіонат | Національний кубок | Національний кубок | Національний кубок | Континентальні кубки | Континентальні кубки | Континентальні кубки | Інші змагання | Інші змагання | Інші змагання | Усього | Усього | Усього |
| Сезон             | Команда           | Ліга              | Ігор      | Голів     | Ліга               | Ігор               | Голів              | Ліга                 | Ігор                 | Голів                | Ліга          | Ігор          | Голів         | Ігор   | Голів  |        |
| ----------------- | ----------------- | ----------------- | --------- | --------- | ------------------ | ------------------ | ------------------ | -------------------- | -------------------- | -------------------- | ------------- | ------------- | ------------- | ------ | ------ | ------ |
| 2008–09           | «Ден Босх»        | EED               | 8         | 0         | КН                 | 0                  | 0                  |                      | -                    | -                    |               | -             | -             | 8      | 0      |        |
| 2009–10           | «Ден Босх»        | EED               | 2         | 0         | КН                 | 0                  | 0                  |                      | -                    | -                    |               | -             | -             | 2      | 0      |        |
| 2010–11           | «НАК Бреда»       | ERE               | 0         | 0         | КН                 | 0                  | 0                  |                      | -                    | -                    |               | -             | -             | 0      | 0      |        |
| 2011–12           | «НАК Бреда»       | ERE               | 0         | 0         | КН                 | 0                  | 0                  |                      | -                    | -                    |               | -             | -             | 0      | 0      |        |
| 2012–13           | «Олімпіакос»      | A                 | 0         | 0         | КК                 | 0                  | 0                  |                      | -                    | -                    |               | -             | -             | 0      | 0      |        |
| 2013–14           | «Тюрнгаут»        | ДК                | 0         | 0         | КБ                 | 0                  | 0                  |                      | -                    | -                    |               | -             | -             | 0      | 0      |        |
| 2014–15           | «Козаккен Бойз»   | ДД                | 17        | 12        | КН                 | 1                  | 0                  |                      | -                    | -                    |               | -             | -             | 18     | 12     |        |
| 2014–15           | «Бертон Альбіон»  | FL2               | 18        | 3         | КА+КЛ+EFL Trophy   | 0                  | 0                  |                      | -                    | -                    |               | -             | -             | 18     | 3      |        |
| 2015–16           | «Бертон Альбіон»  | FL1               | 24        | 8         | КА+КЛ+EFL Trophy   | 1+1+0              | 0                  |                      | -                    | -                    |               | -             | -             | 26     | 8      |        |
| 2015–16           | «КПР»             | FLC               | 16        | 1         | КА+КЛ              | 0                  | 0                  |                      | -                    | -                    |               | -             | -             | 16     | 1      |        |
| 2016–17           | «КПР»             | FLC               | 6         | 0         | КА+КЛ              | 0+3                | 0                  |                      | -                    | -                    |               | -             | -             | 9      | 0      |        |
| 2017              | «АДО Ден Гаг»     | ERE               | 12        | 5         | КН                 | 0                  | 0                  |                      | -                    | -                    |               | -             | -             | 12     | 5      |        |
| 2017–18           | «АДО Ден Гаг»     | ERE               | 16        | 6         | КН                 | 1                  | 0                  |                      | -                    | -                    |               | -             | -             | 17     | 6      |        |
| 2018–19           | «АДО Ден Гаг»     | ERE               | 33        | 17        | КН                 | 2                  | 3                  |                      | -                    | -                    |               | -             | -             | 35     | 19     |        |
| Усього за кар'єру | Усього за кар'єру | Усього за кар'єру | 152       | 52        |                    | 9                  | 3                  |                      | -                    | -                    |               | -             | -             | 161    | 54     |        |